# Tonéx
Anthony Charles Williams II (nascido em 16 maio de 1975 em San Diego, Califórnia), mais conhecido pelo seu nome artístico Tonéx é um cantor, compositor, multi-instrumentista, rapper, dançarino, produtor, pregador. Ele tem Vários apelidos dentre eles T.Bizzy, The Black Maverick, T'Boy, O'ryn, Pastor N8ion, ACW2, Brian Slade, B. Slade mas ele é mais conhecido como Tonéx ou Ton3x.
Tonex lançou centenas de canções em 24 álbuns ao longo de um período de 15 anos em atividade.Ele ganhou seis prêmios Stellar, um prêmio GMA, e recebeu duas indicações ao Grammy: o de Melhor Álbum de Soul Gospel para o seu álbum de 2004, Out The Box e outra em 2009 Best Urban/Alternative Performance Soul com seu single, Blend, a partir de sua maestria no álbum, Unspoken. Ele é conhecido conhecido por gravações de hits Gospel, mas seu gênero musical é conhecido por misturar  estilos como,  R pop & b, jazz, soul, funk, hip hop, rock, latim, electro, punk e trance, dentre outros. Suas principais influências incluem Prince, Michael Jackson, Shirley Caesar, e Janet Jackson. Seu som e um estilo eclético da música o levou a dar a sua música seu próprio gênero, chamando-lhe "Nureau".

## Vida Pessoal e Escândalos
- Em 2005 Tonéx divorciou-se, após o casamento de quatro anos com Yvette Graham.

- Em 2009 Tonéx veio a público assumindo sua homossexualidade em uma entrevista no programa The Lexi Show, que foi ao ar pela Word Network.

## Produções
```
   * 1994: Silent X: The Self Confrontation
   * 1995: Damage
   * 1997: Pronounced Toe-Nay (underground release)
   * 1999: Personal Jesus (Remixes)
   * 2000: Pronounced Toe-Nay (international release)
   * 2000: Circu$$
   * 2001: Tonéx Presents MSS Dynasty: The Hostile Takeover
   * 2002: O2
   * 2003: The O'ryn Project: Figure 'O Speech
   * 2003: Protranslutionary
   * 2003: Oak Park 92105 (underground release)
   * 2003: Remyx: Pronounced Ree-Mix
   * 2004: Out The Box
   * 2005: Ain't Remyx
   * 2005: Oak Park 92105 (iTunes release)
   * 2006: Oak Park 921'o6
   * 2006: Banganyn EP
   * 2006: The London Letters
   * 2007: Oak Park 921'o6 Japanese Import
   * 2007: Stereotype: Steel & Velvet
   * 2008: T.Bizzy: The Album
   * 2008: Banganyn Remyxes
   * 2008: Tonéx Presents T.R.O.N. (The Ryderz of Nureaumerica)
   * 2008: The Naked Truth
   * 2008: Bapost.o.g.i.c.
   * 2008: Rainbow EP
   * 2009: TEMET NOSCE Nag Champion Mixtape
   * 2009: Unspoken
   * 2009: Circu$$ (Exclusive Digital Release, Final Configuration)
   * 2009: OakPark 921'06 (Digital Release)
   * 2009: Baposto.g.i.c. Mixtape (Digital Tracked Version)
   * 2009: Personal Jesus: Remixes (Digital EP)
   * 2009: Dancefloor Arsonists: The JACK5ON Magic Tribute Myxtape (MySpace Exclusive)
   * 2010: The Parking Lot (iTunes™ Only Release)
   * 2010; A Brilliant Catastrophe (The London Letters Part II)
```